# Pieni-Jurvo
Pieni-Jurvo är en sjö i kommunen Äänekoski i landskapet Mellersta Finland i Finland. Den är 5,65 meter djup. Arean är 36 hektar och strandlinjen är 3,69 kilometer lång. Sjön  ingår i Kymmene älvs huvudavrinningsområde.   Den ligger omkring 42 kilometer norr om Jyväskylä och omkring 280 kilometer norr om Helsingfors. 
Pieni-Jurvo ligger norr om Iso-Jurvo. 